# DIN
DIN je kratica njemačkog standarda (DIN-Norm) i istoimenog instituta Deutsches Institut für Normung koji propisuje standarde u Njemačkoj; pripisivalo mu se i značenje »Deutsche Industrie-Norm« i »Das ist Norm«.

## Primjeri DIN standarda
- DIN 476: Međunarodna definicija veličine papira (danas ISO 216 standard, odnosno DIN EN ISO 216)